# Antoine Triller
 (juillet 2015).
Antoine Triller, né le 23 mai 1952, est directeur de recherche à l’Institut national de la santé et de la recherche médicale (Inserm). Il est chercheur en neurobiologie. 

## Biographie
Antoine Triller a une formation médicale au centre hospitalier universitaire de la Pitié Salpetrière (1978). Dans le laboratoire de Jean Scherrer, il s’oriente vers la neurophysiologie et initie des travaux de recherche sur les synapses inhibitrices avec Henri Korn, spécialiste du domaine.  
En 1979, il est recruté comme attaché de recherche à l’Inserm. En 1985, il obtient son doctorat de sciences. 
Il rejoint en 1995 le Département de Biologie de l’école normale supérieure où il est responsable d’une équipe. Il crée ensuite son unité de recherche intitulée « Biologie cellulaire de la Synapse » en 1998.
En 2010, il crée l’Institut de Biologie de l’École normale supérieure dont il est le directeur. Cet institut résulte du regroupement de toute la biologie au sein du département. Depuis 2011, il est également directeur du Laboratoire d’excellence MemoLife, dont les équipes de biologie, physique et mathématiques abordent les processus de la mémoire, des gènes aux réseaux de neurones en passant par les mécanismes de l'évolution[réf. souhaitée]. 
Antoine Triller est lauréat de plusieurs prix dont le prix Inserm « Physiologie et physiopathologie » en 2004 et le Prix Lamonica de l’Académie des Sciences en 2010. Il a été élu membre de l’Académie des Sciences en 2011.[réf. souhaitée]
Il a été président de l’Union rationaliste de France de 2019 à 2023, et il est Secrétaire perpétuel de l'Académie des sciences (2e division) depuis 2021.

## Travaux scientifiques
C'est en travaillant sur la cellule de Mauthner (en), modèle utilisé dans les années 1980 pour étudier les mécanismes de libération quantique des neurotransmetteurs dans le système nerveux central qu’Antoine Triller a commencé à s'intéresser aux mécanismes intimes des synapses et des molécules qui les composent. Il travaille au développement d'approches technologiques en partenariat avec des physiciens. Elles permettent de caractériser certains paramètres structuraux de la libération quantique. Dès 1985, il réussit à visualiser en microscopie électronique le récepteur de la glycine dans les synapses du système nerveux central et à montrer que les récepteurs des neurotransmetteurs sont concentrés en face des zones de libération des vésicules synaptiques,. Ce travail a servi de modèle pour localiser la plupart des canaux et récepteurs, comme les récepteurs du glutamate. Antoine Triller a démontré la possibilité d'une co-transmission impliquant deux transmetteurs classiques, la  glycine et le GABA. 
En créant son laboratoire à l'École normale supérieure de la rue d'Ulm en 1995, il a réorienté ses activités vers l'étude des mécanismes moléculaires et cellulaires qui contrôlent le recrutement et le trafic des récepteurs dans la synapse. Antoine Triller a étudié plus particulièrement les récepteurs du GABA et de la glycine,. Il a montré que la nature du neurotransmetteur pré synaptique déterminait le type de récepteur s'accumulant dans la densité post synaptique. De plus, en utilisant la microscopie électronique il a pu démontrer la présence, dans les dendrites, d'ARN messagers codant le récepteur de la glycine. 
En 2003, associé à des physiciens, il développe l'usage des « quantum dots » pour la neurobiologie cellulaire. Cette avancée technologique permet de passer d'une imagerie statique des molécules à une approche dynamique à très haute résolution. Elle fait l’objet d’un article fondateur dans Science qui met en évidence de multiples mécanismes moléculaires responsables de la régulation de ces mouvements et de manière ultime de l’intensité de la transmission de l’information entre les neurones,,,. Antoine Triller a contribué à un éclairage nouveau sur les mécanismes d’adressage de stabilité et de plasticité de la synapse, permettant d’élargir les approches pharmacologiques des dysfonctionnements neuronaux. 
Une de ses contributions a été de démontrer que ces mécanismes fondamentaux sont dérégulés dans des maladies neuro-dégénératives telles les maladies d’Alzheimer et de Parkinson.

## Prix et distinctions
- 1995 : Lauréat de la « Fondation pour la recherche médicale »[16]
- 2004 : Prix du Commissariat à l’Énergie Atomique : Great Prize of the French Academy of Sciences[16]
- 2004 : Prix Inserm « Physiologie and Physiopathologie »[17]
- 2010 : Grand prix Lamonica de neurologie : Grand Prix de l’Académie des Sciences[18]
- 2011 : Prix de la Recherche Médicale de l’Association France Alzheimer
- 2017 :  Chevalier de la Légion d'honneur
- 2018 :  Prix d'Honneur de l'Inserm[19]
- 2021 :  Officier de l'ordre des Palmes académiques